# Me llamo Rigoberta Menchú y así me nació la conciencia
Me llamo Rigoberta Menchú y así me nació la conciencia (Casa de las Américas Americanas, 1983) es un libro de Elizabeth Burgos que relata la vida de la maya quiché Rigoberta Menchú Tum. Pertenece al género testimonio cuyo objetivo fue denunciar los maltratos y las atrocidades a los que están sometidos los indígenas guatemaltecos. Aunque la historia se centra en su vida y la de su comunidad indígena, hace eco a la situación similar en la que se encuentran otras comunidades indígenas de toda América Latina.

## Contexto
A principios de los años '80, la represión y la violencia culminarían en el altiplano de Guatemala. La gran mayoría de las víctimas de esta violencia fueron indígenas. La Comisión para el Esclarecimiento Histórico (CEH) estimó que la guerra civil entre el Estado y la guerrilla causó más de 200.000 muertos.
En 1981, cuando tenía 22 años, Menchú fue forzada al exilio por su participación en las actividades del Comité de Unidad Campesina (CUC) y del Frente Popular 31 de enero. Menchú, que había estado hablando español durante solo tres años y su conocimiento total del mundo más allá de las fronteras de su patria eran mínimas, viajó a México donde habló en una reunión de obispos católicos, dando así testimonio de las atrocidades que ella y su pueblo habían sufrido y continuó sufriendo a manos de los militares guatemaltecos. Por invitación de varias organizaciones involucradas en el movimiento de solidaridad, Menchú viajó a París en 1982 como representante del Frente Popular 31 de enero. Allí, Menchú encontró Elisabeth Burgos, de Venezuela, cuya colaboración en la redacción de su testimonio había sido solicitada por amigos simpatizantes de la difícil situación de la población indígena guatemalteca. Al principio, Burgos vaciló hacer la entrevista con Menchú, pero aceptó. Menchú y el CUC reconocieron el poder potencial de este testimonio y decidieron utilizarlo como arma en su lucha por la libertad y la justicia en Guatemala.

## Proceso
El libro fue el resultado de una entrevista de Menchú con la antropóloga venezolana Elizabeth Burgos que se realizó durante una semana en enero de 1982 en París. El libro es una transcripción de las 25 horas de grabación de la entrevista con Menchú. Burgos transcribe y arregla la entrevista, y la desglosa en capítulos cronológicos. Burgos no tocó el estilo de Menchú, solo corrigió los errores de género debido al hecho de que Menchú acababa de aprender el idioma español.

## Estructura
Este libro cuenta con una introducción explicativa sobre la vida de Rigoberta Menchú, un prólogo que explica lo complicado que ha sido vivir en una de las comunidades indígenas más importantes de Guatemala, cuenta con 33 capítulos los cuales tienen epigrafías

## Sinopsis
En su testimonio, Menchú cuenta su vida y las historias de su comunidad. Menchú y su familia viven en el Altiplano de Guatemala y pasan 8 meses del año en las fincas trabajando para los ladinos, los guatemaltecos de ascendencia española. En las fincas, la gente que trabaja allí, muere de hambre y está desnutrida y a menudo se rocía con pesticidas. Menchú cuenta las ceremonias y tradiciones de su comunidad que celebran el mundo natural. Pero la gente indígena lucha para sobrevivir en las miserables condiciones a merced de los ricos terratenientes. Su hermano Nicolás muere de malnutrición en la finca. Menchú quiere mejorar la vida para sí misma y para su comunidad indígena. Menchú aprende el español para usarlo contra sus opresores. Menchú es un líder de su comunidad. Descubre que su padre está encarcelado porque se niega cooperar con los terratenientes ladinos que intentan reclamar la tierra en el altiplano. Los terratenientes y el gobierno siempre engañan a la gente indígena, y así decide defender su tierra y rebelarse contra ellos. Menchú y su comunidad indígena forman el CUC en contra del poderoso gobierno ladino y terratenientes. Menchú trata de ayudar a las comunidades indígenas de Guatemala a asegurar sus tierras y engañar al ejército guatemalteco. Su hermano Petrocinio es secuestrado y quemado vivo por el ejército delante de su familia y del pueblo. Después, su padre es asesinado junto con un grupo de manifestantes en la masacre de la Embajada Española. Finalmente su madre es secuestrada, violada y asesinada. Después de esto, Menchú se involucra más en la causa campesina, y por ello es forzada al exilio desde el cual, más tarde, colaboraría con Burgos para publicar Me llamo Rigoberta Menchú.

## Género literario
Me llamo Rigoberta Menchú forma parte del género literario del testimonio. El testimonio es una narración —usualmente, pero no obligatoriamente, de la extensión de una novela o novela corta— contada en primera persona por un narrador que es el testigo de los acontecimientos que relata. Su unidad narrativa suele ser una “vida” o una vivencia particularmente significativa. El testigo se mueve a narrar por situaciones de urgencia política y social. El testigo tiene la necesidad de comunicación que surge de una experiencia de represión, pobreza, explotación, marginalización, crimen, lucha. La situación del narrador en los testimonios tiene que ser representativa de una clase o grupo social. Los narradores representan un grupo social marginado y expresan las injusticias que sufren. La función de los testimonios es la denuncia de situaciones políticas y sociales intolerables. El testimonio de Menchú tiene el objetivo de parar las injusticias y la matanza de su comunidad.

## Logros
El libro tuvo amplia repercusión en la academia de los Estados Unidos y en los movimientos de derechos humanos en América Latina. Para mucha gente, “inauguraba un nuevo género capaz de desafiar, desde la subalternidad, la literatura en su sentido convencional.” En 1982, Me llamo Rigoberta Menchu ganó el premio Casa de Las Américas en la categoría Testimonio. En 1992 Rigoberta Menchú ganó el Premio Nobel de Paz por su trabajo en pro de  la justicia social y la reconciliación, basadas en el respeto de los derechos de los pueblos indígenas.

## Controversia
El libro tuvo detractores, como el antropólogo estadounidense David Stoll. En 1999, en su libro Rigoberta Menchú y la historia de todos los guatemaltecos pobres (Rigoberta Menchú and the Story of All Poor Guatemalans), Stoll pone en cuestión la veracidad del testimonio de Menchú. A partir de entrevistas hechas en Guatemala y búsquedas en archivos, Stoll descubre unas discrepancias entre el testimonio de Menchu y lo que sucedió exactamente. Stoll concluye que no hay prueba alguna de la "muerte por inanición" de un hermano menor de Menchú y que se manifiesta en el libro, también alega que la muerte de su hermano Petrocinio Menchú no sucedió como describe Menchu en su testimonio (quemado vivo por soldados del gobierno ante la vista de su familia), y que Menchú no fue testigo de la muerte. Al contrario de lo que dice Menchu en su testimonio sobre su desconocimiento del idioma español durante su infancia y adolescencia, Stoll declara que en realidad, Menchu aprendió a leer y escribir en dicho idioma desde muy joven pues asistió a una escuela secundaria privada de monjas católicas donde quedaba interna por meses, esto último torna muy improbable que en esos años Menchú fuera jornalera en una plantación o crease una red de activismo político como indica en el libro. Además, Stoll argumenta que el padre de Menchú no fue parte del CUC y que la disputa sobre tierras de cultivo narrada en el libro lo enfrentaba a familiares lejanos suyos y no contra hacendados ricos ni contra el gobierno de Guatemala como se afirma en el testimonio. Stoll acusa Menchu de «representar erróneamente… ciertos aspectos de la historia que él considera cruciales».